# 趙熲
趙熲（？—17世紀），字韓公，號東軒，河南開封府陳州項城縣人，明朝、南明、清朝政治人物。

## 生平
趙熲個性厚重沉默，很早在鄉學讀書，天啟七年（1627年）中舉人，到崇禎十六年（1643年）成進士，獲授庶吉士。弘光年間他和楊士聰一同在翰林院任職，擔任編修；入清後他曾出任山東鹽運司經歷，很快他因病辭官，隱居在蘆村不再見客；飲食和衣著猶如寒素，每天書不離手，教導兒子讀書為業。有《東軒文集》若干卷、《鹽幕集事》一卷流傳，三名兒子都是名士。

## 引用
1. 1 2  錢海岳《南明史·卷三十二·列傳第八》：趙熲，字韓公，項城人。崇禎十六年進士，改庶吉士。
2. ↑  宣統《項城縣志·卷二十三·人物志二》：趙熲，字韓公，號東軒，厚重緘默，早歲餼於庠。天啟丁卯登賢書，崇禎癸未成進士，官庶常。
3. ↑  錢海岳《南明史·卷三十二·列傳第八》：同（楊士聰弘光）時以翰詹召者：……安宗立，授編修。南京亡，隱蘆村，博極羣書，課耕自給，汝、蔡之士多從之。
4. ↑  宣統《項城縣志·卷二十三·人物志二》：國朝起用山東鹽運司經厯，以疾歸，杜門謝客，布衣疏食，不異寒素。終日手不惜卷，惟以課子為事，著有《東軒文集》若干卷、《鹽幕集事》一卷，子三皆知名士。